# Цельнометаллическая оболочка
«Цельнометалли́ческая оболо́чка» (англ. Full Metal Jacket) — фильм Стэнли Кубрика о войне во Вьетнаме. Предпоследняя работа режиссёра. Экранизация романа Густава Хэсфорда «Старики». Фильм получил множество наград и номинаций; в 1988 году номинировался на «Оскар» за лучший адаптированный сценарий. Русское название фильма представляет собой буквальный перевод термина, означающего оболочечную пулю.

## Сюжет
Новобранцы прибывают на учебную базу морской пехоты Пэррис-Айленд, штат Южная Каролина (США), где им предстоит восьминедельный курс начальной боевой подготовки. Старший строевой инструктор, комендор-сержант Хартман подвергает новобранцев суровому унизительному обращению. Хартман выделяет перед строем двух «любимчиков» — попытавшегося пошутить главного героя сержант тут же избивает и даёт ему прозвище «Шутник» (англ. Joker), и второго — толстого и неуклюжего рядового Леонарда Лоуренса, которого наделяет прозвищем «рядовой Гомер Пайл» (англ. Gomer Pyle; более известный как «Куча» в любительском переводе, названный в честь туповатого автомеханика из американского телешоу). Пайл постоянно отстаёт в учёбе, и Хартман назначает Шутника командиром отделения и приказывает ему подтянуть Пайла. Но Леонард всё равно подводит товарищей: Хартман замечает незапертый замок на сундуке Леонарда и находит там пончик, который рядовой принёс из столовой, и объявляет, что отныне к взводу будет применять «групповое наказание» за проступки Лоуренса. На следующий день Лоуренс вновь подводит взвод и ночью подвергается коллективному избиению.
Сцены тренировок, пробежек и стрельбищ иногда сопровождаются комментариями Шутника, в одном из которых он замечает, что морской пехоте не нужны роботы, — ей нужны убийцы. На протяжении всей подготовки сержант Хартман стремится выработать в новобранцах инстинкт «настоящих убийц» как главное условие выживания на поле боя. В своих наставлениях сержант восхищается стрелковым мастерством убийц Чарльза Уитмена и Ли Харви Освальда, которые также проходили службу в морской пехоте США. К концу подготовки Пайл необычайно улучшает свои навыки, становясь образцовым солдатом, но его психика оказывается подорванной: Шутник замечает, как он разговаривает с винтовкой. После приведения к присяге и парада выпускников учебки распределяют по специальностям для дальнейшей подготовки; почти весь взвод (в том числе Пайл и Ковбой) приписан к пехоте. К удивлению Хартмана, Шутник получает назначение в военную журналистику. На вопрос сержанта он отвечает, что когда-то писал для школьной газеты.
Последняя ночь в учебке; Шутник несёт ночное дежурство в казарме. Его внимание привлекает шум в туалете, куда он заходит и видит там рядового Лоуренса, заряжающего винтовку M14 патронами с цельнометаллической оболочкой. Шутник просит Пайла сложить оружие и вернуться в казарму, пока их не застукал Хартман, но Лоуренс начинает выполнять строевые приёмы, сопровождая их выкриками. Проснувшийся от шума Хартман требует отдать ему винтовку, но Пайл убивает сержанта выстрелом в грудь. Затем он садится на унитаз и стреляет себе в рот.
Солдат взвода Хартмана отправляют на Вьетнамскую войну. Шутник становится военным журналистом армейской газеты «Звёзды и полосы». Время от времени Шутник бывает на передовой. Он размышляет, каково это — убивать людей. Помощник Шутника фотограф Рафтерман просит захватить его на передовую, чтобы непосредственно участвовать в боях, но Шутник отказывает, не желая быть ответственным за возможную смерть напарника. На журналистском собрании редактор газеты «Звёзды и полосы» требует от них «патриотического отражения истины», то есть искажения объективных событий с целью поднятия боевого духа солдат. Шутник вступает в спор, он также сообщает редактору о готовящемся наступлении северовьетнамской армии в канун вьетнамского нового года, но ему не верят. Ночью военная база подвергается обстрелу. Шутник вместе со всеми отражает нападение вьетконговцев. Наутро им сообщают, что началось большое наступление. Шутника и Рафтермана отправляют на передовую, чтобы сделать фронтовой репортаж. До места они добираются на вертолёте: пулемётчик с вертолёта стреляет по вьетнамцам, включая женщин и детей, считая их вьетконговцами, и предлагает написать о нём. На передовой Шутник в поисках своего соседа по койке в тренировочном лагере — Ковбоя, — расспрашивает о его взводе встречающихся солдат. Шутник и Рафтерман посещают массовое захоронение жертв вьетконговцев: на дне ямы они видят трупы расстрелянных учителей, врачей, чиновников, засыпанные известью. Полковник, стоящий неподалёку, спрашивает Шутника, почему тот носит значок пацифиста, хотя на его каске написано «прирождённый убийца/рождённый убивать» (англ. Born to kill). Тот объясняет это противоречие теорией двойственности Карла Юнга.
Шутник находит своего товарища Ковбоя и присоединяется к его подразделению, которое отправляется в патрулирование к берегам Ароматной реки. Лейтенант (командир взвода) погибает под артобстрелом, сержант (его заместитель) убит стрелком из засады, другой сержант подрывается на мине-ловушке, подняв с земли плюшевого зайца. Командование принимает Ковбой. Взвод отклоняется от маршрута и попадает под огонь снайпера, который подстреливает рядового Лентяя и подоспевшего ему на помощь Дока Джея. Презрев приказ Ковбоя, бесстрашный пулемётчик Зверюга прорывается к раненым, но снайпер расстреливает обоих раненых. Зверюга засекает позицию снайпера и подзывает к себе патруль. Ковбой по неосторожности попадает под пулю снайпера, командование принимает Зверюга. Солдаты под прикрытием дымовой завесы входят в здание, откуда вёл огонь снайпер. Оторвавшись от товарищей, Шутник натыкается на снайпера — вьетнамскую девушку-подростка. М16 Шутника заедает, он спасается от очередей снайпера за колонной, подоспевший Рафтерман скашивает девушку очередью. Собравшись вместе, солдаты решают оставить её истекать кровью, но Шутник не соглашается с этим, на что Зверюга приказывает Шутнику пристрелить её. После тяжёлых колебаний Шутник добивает девушку.
Последняя сцена фильма — отряд марширует по горящим руинам города, распевая песню Клуба Микки Мауса. Во время титров звучит сингл группы The Rolling Stones «Paint It Black».

## В ролях
| Актёр                | Роль                                                 |
| -------------------- | ---------------------------------------------------- |
| Мэттью Модайн        | рядовой/сержант Джеймс Т. «Шутник» Дэвис (Joker)     |
| Винсент Д’Онофрио    | рядовой Леонард «Куча» Лоуренс (Gomer Pyle)          |
| Адам Болдуин         | рядовой Зверюга (Animal mother)                      |
| Ли Эрми              | комендор-сержант Хартман                             |
| Кевин Мейджор Ховард | рядовой первого класса Рафтерман                     |
| Арлисс Ховард        | рядовой/сержант Роберт «Ковбой» Эванс (Cowboy)       |
| Дориан Хэрвуд        | капрал Счастливчик (Eightball)                       |
| Эд О'Росс            | лейтенант Уолтер Дж. «Тачдаун» Шиновски (Touchdown)  |
| Джон Терри           | лейтенант Локхарт, редактор газеты «Звёзды и полосы» |
| Кирон Джеккинес      | сержант Безумный Эрл (Crazy Earl)                    |
| Джон Стаффорд        | капрал-медик Док Джей                                |
| Питер Эдмунд         | рядовой «Снежок» Браун (Snowball)                    |
| Тим Колсери          | пулемётчик с вертолёта                               |
| Брюс Боа             | полковник                                            |
| Папильон Су          | данангская проститутка                               |
| Нгок Ли              | Вьетнамский снайпер                                  |

## Саундтрек
- Джонни Райт[англ.] — «Hello Vietnam»
- The Dixie Cups — «Chapel of Love»
- Sam the Sham & the Pharaohs — «Wooly Bully»
- Крис Кеннер[англ.] — «I Like It Like That»
- Nancy Sinatra — «These Boots Are Made For Walkin'»
- The Trashmen — «Surfin' Bird»
- Goldman Band[англ.] — «The Marines' Hymn»
- The Rolling Stones — «Paint It Black»

## Награды и номинации
| Год  | Премия             | Категория                          | Номинанты                                 | Результат |
| ---- | ------------------ | ---------------------------------- | ----------------------------------------- | --------- |
| 1988 | David di Donatello | Лучший продюсер зарубежного фильма | Стэнли Кубрик                             | Победа    |
| 1988 | Оскар              | Лучший сценарий                    | Стэнли Кубрик, Майкл Герр, Густав Хэсфорд | Номинация |
| 1988 | BAFTA              | Лучший звук                        | Найджел Голт, Эдвард Тайз, Энди Нельсон   | Номинация |
| 1988 | BAFTA              | Лучшие спецэффекты                 | Джон Эванс                                | Номинация |
| 1988 | Золотой глобус     | Лучший актёр второго плана         | Ли Эрми                                   | Номинация |

## Технические данные
Оригинальный негатив фильма снят киносъёмочными аппаратами классического формата 1,37:1 со скрытым кашетированием. Прокатные фильмокопии для США печатались в кашетированном формате с соотношением сторон 1,85:1, а для Европы с соотношением 1,66:1 с обрезкой кадра сверху и снизу. При изготовлении видеодисков DVD в большинстве случаев использован полный кадр негатива, включая те его части, которые не видны в прокатных фильмокопиях. Соотношение сторон кадра таких видеокопий 4:3, как и на кассетах VHS. Более поздние копии DVD, HD DVD и Blu-ray Disc создавались с соотношением сторон 16:9, более близким к назначенному для кинотеатрального показа. Оригинальная фонограмма одноканальная оптическая.